# Conditio-sine-qua-non-Formel
Die Conditio-sine-qua-non-Formel (von spätlateinisch conditio sine qua non, klassisches Latein: condicio sine qua non; wörtlich: „Bedingung, ohne die nicht“, Plural: conditiones sine quibus non) ist eine Formel aus der Rechtswissenschaft und -praxis sowie der Philosophie. Ein Vorgang oder eine Handlung wird damit als notwendige Bedingung für eine bestimmte Tatsache gekennzeichnet und ist somit als ursächlich im rechtlichen Sinne anzusehen. Die Geltung dieser Annahme wird erfasst von Äquivalenztheorie, Bedingungstheorie oder Gleichwertigkeitstheorie.
Im allgemeinen Sprachgebrauch ist die spätlateinische Schreibweise conditio sine qua non üblich, In juristischer Fachliteratur findet sich auch die klassische Schreibweise mit condicio.

## Strafrechtliche Bedeutung
Conditio sine qua non im Sinne des Strafrechts ist jeder Vorgang oder jede Handlung, der oder die kausal für einen Sachverhalt ist, so dass der Sachverhalt nicht zustande gekommen wäre, wenn der Vorgang oder die Handlung hinweggedacht würde.
Die Beurteilung der Kausalität ist neben dem Strafrecht im Schadenersatzrecht von Bedeutung. Bei Erfolgsdelikten kann nur bestraft werden, wer einen bestimmten Erfolg hervorgerufen hat. Für einen Schaden haftet grundsätzlich nur, wer ihn herbeigeführt hat. Es ist also häufig erforderlich, die Ursache einer bestimmten Folge festzustellen, um herauszufinden, ob der Tatbestand einer Rechtsnorm erfüllt ist.

### Kritik und Einschränkungen
Die Formel und die dazugehörige Äquivalenztheorie sind umstritten, da der Erkenntnisgewinn gering ist: Um entscheiden zu können, ob der Erfolg entfällt, wenn man die Handlung hinwegdenkt, muss man bereits wissen, ob die Handlung für den Erfolg kausal relevant ist. Zumindest kann die Conditio-Formel einen Kausalzusammenhang evident machen und hat insofern Begründungswert. Für die Feststellung der Kausalität in schwierigen Fällen sind jedoch weitere Überlegungen und letztlich der Rückgriff auf naturwissenschaftliche Erkenntnisse notwendig.
In der Forschung wurden Fälle konstruiert, bei denen die klassische Formulierung zu versagen scheint. Der prominenteste davon ist das Theorem des Wanderers, der gleichzeitig von zwei Kugeln aus den Läufen der Gewehre zweier Jäger durchbohrt wird. Da jede Kugel einzeln hinweggedacht werden kann, ohne dass sich am Ableben des Wanderers etwas ändert, entfiele letztlich für beide Kugeln die Kausalität. In diesem Fall wird zu einer Hilfsformel für die sogenannte alternative oder Doppel-Kausalität gegriffen: Liegen mehrere Umstände vor, die alternativ, aber nicht kumulativ hinweggedacht werden können, ohne dass der Erfolg entfällt, so ist jeder für den Erfolg ursächlich.
Da die Ermittlung der Kausalität mittels der Conditio-sine-qua-non-Formel theoretisch zu einer uferlosen Weite kausaler Handlungen führt, muss die juristische Betrachtung eine haftungseinschränkende Korrektur vornehmen. Das Strafrecht bedient sich hierzu der Lehre der objektiven Zurechnung, wonach ermittelt wird, ob in der fraglichen Handlung eine Gefahr enthalten war, die sich im konkreten Erfolg verwirklicht hat. Das Zivilrecht geht demgegenüber anders vor und fragt mit der Adäquanztheorie, ob der Erfolgseintritt innerhalb der allgemeinen Lebenserfahrung liegt, also adäquat ist. Zusätzlich wird die Haftung durch die Frage nach dem Schutzzweck der Norm begrenzt.